# サラヴァ!
『サラヴァ!』（Saravah!）は、1978年6月21日にキングレコード/SEVEN SEASから発表された高橋ユキヒロの1枚目のソロ・スタジオ・アルバム。

## 解説
本作は、高橋幸宏がキングレコードのディレクターの安藤から「ソロ・アルバムを作らないか」と声を掛けられ、サディスティックスの活動中に生まれたソロ・アルバムで、1978年の2月にレコーディングされたヨーロッパ志向の強い作品。
後の高橋幸宏のニュー・ウェイヴへの傾倒、初期イエロー・マジック・オーケストラ（YMO）のフレンチ志向の起点ともなる作品となっている。
アルバム・タイトルはピエール・バルーのレーベル名（サラヴァ・レーベル）が由来である。
参加ミュージシャンは、本作の発売後に高橋幸宏も参加してレコード・デビューするYMOの細野晴臣・坂本龍一をはじめ、サディスティック・ミカ・バンドの加藤和彦、高中正義・今井裕の他、山下達郎、吉田美奈子、鈴木茂など多数参加している。
中でも坂本龍一は高橋幸宏と共に全曲の編曲と共同プロデュースに携わり、キーボードは全て手弾きの上、ダビングが施されている。

## リメイク作品
ソロ活動と本作発売40周年を迎えた2018年、当時のマルチトラックの演奏パートを使用し、高橋幸宏のボーカル・パートを全編新録の上でミキシングを行った、『Saravah Saravah!』が10月24日に発売された。高橋幸宏は「今回録り直すことができて、やっと完成した感覚です」とインタビューに答えている。

## リリース変遷
- 1978年6月5日、LPレコードとカセットテープの2形態で発売された。
- 2005年3月24日、当時の高橋幸宏の最新インタビュー封入と、ミキシング・エンジニアの小池光夫が行ったデジタルリマスター音源にてCDが発売された[3]。
- 2009年3月25日、上記2005年盤音源を使用してSHM-CDが発売された[4]。
- 2018年11月21日、発売40周年を記念してオリジナル・マスター・テープから小池光夫が最新デジタルリマスターを行った音源のUHQCD[5]と、180g重量盤のLPレコードが発売され[6]、ハイレゾを含む音楽配信が開始された[6]。

## 収録曲
| 全編曲: 高橋ユキヒロ (Rhythm Arrange), 坂本龍一 (Brass, Strings & Keyboards Arrange)。 |                                               |                                     |                                     |       |
| #                                                                                      | タイトル                                      | 作詞                                | 作曲                                | 時間  |
| 1.                                                                                     | 「VOLARE (NEL BLU DIPINTO DI BLU)」(ボラーレ) | D.Modugno, M.Treppiedi, F.Migliacci | D.Modugno, M.Treppiedi, F.Migliacci | 2:26  |
| 2.                                                                                     | 「SARAVAH!」(サラヴァ!)                       | 高橋ユキヒロ                        | 高橋ユキヒロ                        | 4:03  |
| 3.                                                                                     | 「C'EST SI BON」(セ・シ・ボン)                | 中原淳一                            | A.Betti, A.Hornes                   | 3:12  |
| 4.                                                                                     | 「LA ROSA」(ラ・ローザ)                       | 高橋ユキヒロ                        | 加藤和彦                            | 5:04  |
| 5.                                                                                     | 「MOOD INDIGO」(ムード・インディゴ)           | D.Ellington, A.Bigard, I.Mills      | D.Ellington, A.Bigard, I.Mills      | 2:51  |
| 合計時間:                                                                              | 合計時間:                                     | 合計時間:                           | 合計時間:                           | 17:36 |

| #         | タイトル                                               | 作詞                        | 作曲         | 時間  |
| --------- | ------------------------------------------------------ | --------------------------- | ------------ | ----- |
| 6.        | 「ELASTIC DUMMY」(エラスティック・ダミー)              |                             | 坂本龍一     | 5:03  |
| 7.        | 「SUNSET」(サン・セット)                               | 高橋ユキヒロ                | 高橋ユキヒロ | 4:04  |
| 8.        | 「BACK STREET MIDNIGHT QUEEN」(ミッドナイト・クィーン) | 高橋ユキヒロ、Chris Mosdell | 高橋ユキヒロ | 4:15  |
| 9.        | 「PRESENT」(プレゼント)                                | 高橋ユキヒロ                | 高橋ユキヒロ | 4:46  |
| 合計時間: | 合計時間:                                              | 合計時間:                   | 合計時間:    | 18:08 |

| 全編曲: 高橋ユキヒロ(Rhythm Arrange), 坂本龍一(Brass, Strings & Keyboards Arrange)。 |                                                        |                                     |                                     |       |
| #                                                                                    | タイトル                                               | 作詞                                | 作曲                                | 時間  |
| 1.                                                                                   | 「VOLARE (NEL BLU DIPINTO DI BLU)」(ボラーレ)          | D.Modugno, M.Treppiedi, F.Migliacci | D.Modugno, M.Treppiedi, F.Migliacci | 2:30  |
| 2.                                                                                   | 「SARAVAH!」(サラヴァ!)                                | 高橋ユキヒロ                        | 高橋ユキヒロ                        | 4:04  |
| 3.                                                                                   | 「C'EST SI BON」(セ・シ・ボン)                         | 中原淳一                            | A.Betti, A.Hornes                   | 3:15  |
| 4.                                                                                   | 「LA ROSA」(ラ・ローザ)                                | 高橋ユキヒロ                        | 加藤和彦                            | 5:03  |
| 5.                                                                                   | 「MOOD INDIGO」(ムード・インディゴ)                    | D.Ellington,A.Bigard, I.Mills       | D.Ellington, A.Bigard, I.Mills      | 2:52  |
| 6.                                                                                   | 「ELASTIC DUMMY」(エラスティック・ダミー)              |                                     | 坂本龍一                            | 5:05  |
| 7.                                                                                   | 「SUNSET」(サン・セット)                               | 高橋ユキヒロ                        | 高橋ユキヒロ                        | 4:05  |
| 8.                                                                                   | 「BACK STREET MIDNIGHT QUEEN」(ミッドナイト・クィーン) | 高橋ユキヒロ,Chris Mosdell          | 高橋ユキヒロ                        | 4:17  |
| 9.                                                                                   | 「PRESENT」(プレゼント)                                | 高橋ユキヒロ                        | 高橋ユキヒロ                        | 4:47  |
| 合計時間:                                                                            | 合計時間:                                              | 合計時間:                           | 合計時間:                           | 35:58 |

## 曲解説

### A面
1. VOLARE (NEL BLU DIPINTO DI BLU) / ボラーレ
2. SARAVAH! / サラヴァ!
3. C'EST SI BON / セ・シ・ボン
4. LA ROSA / ラ・ローザ
5. MOOD INDIGO / ムード・インディゴ

### B面
1. ELASTIC DUMMY / エラスティック・ダミー
2. SUNSET / サン・セット
3. BACK STREET MIDNIGHT QUEEN / ミッドナイト・クィーン
4. PRESENT / プレゼント

## 演奏
- 高橋幸宏 - Vocals, Drums by the Courtesy of Victor Invitation
- 坂本龍一 - Keyboards (Acoustic Piano, Fender Rhodes, KORG PS-3100, ARP Odyssey, Hammond organ)
- 細野晴臣 - Electric Bass by the Courtesy of Alfa
- 鈴木茂 - Electric Guitar (1,3,4,8,9)
- 松木恒秀 - Electric Guitar (2,4,6,7)
- 和田アキラ - Electric Guitar (7,8) by the Courtesy of Polydor
- 高中正義 - Electric Guitar(9) by the Courtesy of Victor Invitation
- 大村憲司 - Electric Guitar (4)
- 加藤和彦 - Acoustic Guitar (2,4,5) by the Courtesy of TOSHIBA-EMI LTD.
- 浜口茂外也 - Percussion (except 2,7)
- 斉藤ノブ - Percussion (2,7)
- 林立夫 - Percussion (4)
- 今井裕 - Percussion (4) by the Courtesy of Victor Invitation
- Rajie - Backing Vocals (1,3,7,9) by the Courtesy of CBS/SONY INC.
- BUZZ - Backing Vocals (3,7,9)
- 山下達郎 & 吉田美奈子 - Backing Vocals (6,8) by the Courtesy of RVC
- 秋川リサ & Friends - Clapping (6)

## スタッフ
- Kenji Andoh & Shigeyuki Kawashima - Direction
- 千葉精一[1] - Recording & Mixing Engineering
- 鋤田正義[1] - Photography
- Noa Planning - Design
- Hiroshi Tanaka - Management